# Sint-Jan-Evangelistkerk (Blanden)
De Sint-Jan-Evangelistkerk is een kerkgebouw in Blanden in de Belgische gemeente Oud-Heverlee in de provincie Vlaams-Brabant. De kerk ligt aan de Haasroodsestraat en is gewijd aan Sint-Jan-Evangelist. Dit is een naam waarmee vroeger de apostel Johannes bedoeld werd. Johannes wordt gezien als de auteur van vijf boeken van het Nieuwe Testament, waaronder het "Evangelie volgens Johannes". Erachter is de pastorij gelegen en ten noordoosten van de kerk het kerkhof. Beide gebouwen zijn beschermd sinds 1980. In 1772 namen de bouwwerken aan deze kerk een aanvang en in 1804 werd het kerkhof ingewijd.
Het bakstenen laat-classicistische gebouw is bijna noord-zuid gepositioneerd en bestaat uit een ingebouwde toren in de noordgevel, een eenbeukig schip en een driezijdig gesloten koor (zonder travee). Het gebouw heeft rondboogvensters met omlijsting en de toren heeft rondbogige galmgaten en een ingesnoerde torenspits. De hoofdgevel werd verfraaid met zogenaamde Gobertange-steen. Dit is een kalkhoudende zandsteen die ontgonnen werd in het Waals-Brabantse Geldenaken, waar Gobertange een gehucht van is. Sinds de vijftiende eeuw werden vele gebouwen in de omliggende regio in deze steen opgetrokken. Nu wordt deze steen nog enkel gebruikt voor restauraties van gebouwen.
In de kerk bevindt zich een Christusbeeld uit de 16e eeuw en verder beelden van de verrezen Christus, van Onze-Lieve-Vrouw met kind, van Franciscus van Assisi en van de Heilige Clara van Assisi. Het houten, gemarmerde hoogaltaar is in Lodewijk XVI-stijl en heeft een altaarretabel uit 1722 van de Luikse schilder Edmond Plumier, voorstellende Het bezoek van de H. Antonius Abt aan de H. Paulus de Kluizenaar.